# Strugasca, Caraș-Severin
Strugasca este un sat în comuna Cornereva din județul Caraș-Severin, Banat, România.